# Ciclone Xavier
O ciclone tropical Xavier (designação do JTWC: 01P, também conhecido simplesmente como ciclone Xavier) foi o primeiro ciclone tropical dotado de nome a se formar durante o mês de Outubro em quatro anos. Xavier foi o primeiro ciclone tropical, o primeiro sistema tropical nomeado e o único ciclone tropical severo da temporada de ciclones no Pacífico sul de 2006-07 e formou-se em 21 de Outubro de uma perturbação tropical associada à zona de convergência intertropical. O sistema começou a seguir rapidamente para sul-sudeste e sudeste, intensificando-se rapidamente, alcançando o pico de intensidade com ventos máximos sustentados de 215 km/h, segundo o Joint Typhoon Warning Center, ou 175 km/h, segundo o Centro Meteorológico Regional Especializado de Nadi, Fiji. Após atingir o pico de intensidade, Xavier encontrou condições meteorológicas hostis e dissipou-se completamente em 26 de Outubro de 2006.
O ciclone afetou algumas ilhas do arquipélago de Santa Cruz, nas Ilhas Salomão, além de Vanuatu. No entanto, Xavier provocou apenas danos mínimos e nenhuma fatalidade ou pessoa ferida foi relatada como decorrência da passagem do ciclone por estas ilhas.

## História meteorológica

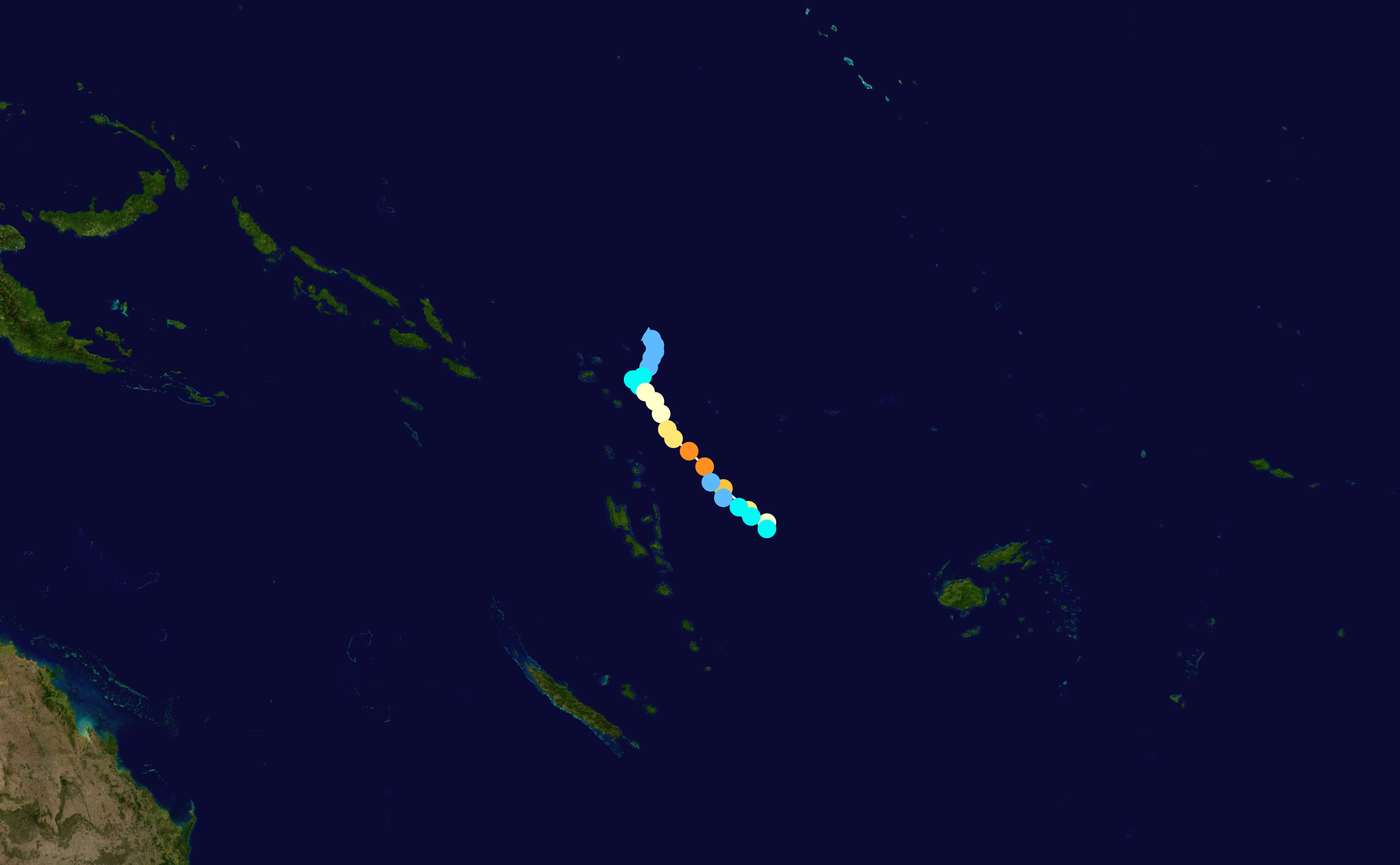
O caminho de Xavier

A área de convecção atmosférica que viria dar origem ao ciclone Xavier foi observada pela primeira vez em 19 de Outubro a cerca de 865 km ao norte de Port Vila, Vanuatu. Associada à zona de convergência intertropical, o sistema começou a se organizar gradualmente devido às condições meteorológicas favoráveis, tais como baixo cisalhamento do vento e boa divergência de altos níveis. Sendo assim, o Joint Typhoon Warning Center (JTWC) começou a monitorar o sistema como uma perturbação tropical no dia seguinte. O sistema continuou a se organizar e o Centro Meteorológico Regional Especializado (CMRE) de Nadi classificou o sistema como uma depressão tropical, a primeira da temporada, durante a noite (UTC) de 20 de Outubro. A tendência de intensificação do sistema continuou e em 21 de Outubro, o JTWC emitiu um Alerta de Formação de Ciclone Tropical (AFCT), significando que a formação de um ciclone tropical era possível na região dentro de 24 horas. As previsões se confirmaram e tanto o CMRE de Nadi quanto o JTWC classificaram o sistema para um ciclone tropical no começo da madrugada (UTC) de 22 de Julho. Naquele momento, o centro do sistema encontrava-se ativo sobre as Ilhas Santa Cruz, o grupo mais ao leste de ilhas pertencente às Ilhas Salomão, a cerca de 760 km ao norte de Port Vila, Vanuatu. Naquele momento também, o CMRE de Nadi atribuiu o nome Xavier ao sistema.
Seguindo para sul-sudeste e posteriormente para sudeste, Xavier começou a se intensificar muito rapidamente e menos de 18 horas após ter se tornado um ciclone tropical, alcançou a intensidade de um furacão na escala de furacões de Saffir-Simpson, mostrando um pequeno olho no centro de suas áreas de convecção. A forte tendência de intensificação perdurou pelos dois dias seguintes, até que em 24 de Outubro, Xavier atingiu o seu pico de intensidade, com ventos máximos sustentados de 215 km/h, segundo o JTWC, ou 175 km/h, segundo o CMRE de Nadi, estando a aproximadamente a 520 km a norte-nordeste de Port Vila, Vanuatu.
Apresentando um raio de ventos máximos muito pequeno, Xavier era muito sensível a qualquer pequena mudança nas condições meteorológicas ao seu redor. Continuando a seguir para o sudeste, o ciclone encontrou forte cisalhamento do vento e águas mais frias, que causou o rápido enfraquecimento do ciclone. A forte tendência de enfraquecimento do ciclone continuou e no começo da madrugada (UTC) de 26 de Outubro, o CMRE de Nadi desclassificou Xavier para uma depressão tropical assim que emitiu seu aviso final sobre o sistema. Praticamente ao mesmo tempo, o JTWC fez o mesmo. Por volta daquele momento, a área de baixa pressão remanescente de Xavier tornou-se estacionário por causa da ação bloqueadora de uma alta subtropical em formação. Posteriormente, o sistema começou a seguir para noroeste, movimento praticamente retrógrado ao anterior, devido ao fortalecimento da mesma alta subtropical. Movendo-se novamente sobre águas frias e agitadas pelo próprio ciclone, o sistema falhou em se intensificar novamente e dissipou-se totalmente apenas algumas horas depois.

## Preparativos e impactos
Ventos e chuvas fortes foram relatadas nas Ilhas Santa Cruz, o grupo de ilhas mais ao leste pertencente às Ilhas Salomão. Nas ilhas de Utupua e Vanikolo, os ventos causaram destruição às florestas locais. Na ilha de Tikopia, Xavier causou severas enchentes e perdas de plantações. No entanto, devido à população relativamente escassa destas ilhas e das pequenas áreas de plantações, os prejuízos totais foram leves.
Vanuatu também foi levemente afetado por Xavier, que causou mar agitado para as ilhas principais. Ao todo, não houve nenhuma fatalidade ou pessoa ferida em decorrência da passagem do ciclone Xavier sobre a região.